# 斯涅日诺耶
斯尼日內（羅馬化：Snizhne，發音：[s⁽ʲ⁾n⁽ʲ⁾iʒˈnɛ]），又按俄语名译为斯涅日諾耶（羅馬化：Snezhnoye），法理上是乌克兰顿涅茨克州霍尔利夫卡区斯尼日内市镇内的城市及该市镇的行政中心，事实上为俄罗斯頓涅茨克人民共和國的直辖市。該市始建於1784年，面積18.9平方公里，海拔高度278米，主要經濟活動是煤礦業，2022年人口数量为45,767人。

## 历史
1784年，哥萨克伊万·瓦西里耶夫在今斯涅日诺耶附近开设了一家名为“Сніжного місця”的旅馆，1820年后旅馆附近吸引了农民居住，形成了名为瓦西里夫卡（烏克蘭語：Василівка）的村落。在1864年更名为斯涅日诺耶。1879年初，有360人居住于此，主要是农民，还有一些人烧制木炭、生产砖块。
1900年起，俄罗斯和外国资本家从地主手中收购土地，并开始开采斯涅日诺耶的无烟煤矿。有些富农也尝试收购土地、开采无烟煤矿。1903年，以布罗茨基为首的一群煤矿老板向政府呼吁修建一条联通本地与奇斯佳科韦的铁路，但因1904年日俄战争爆发而搁置。1905年俄国革命期间，该地科尔贝格矿（Кольберг，后来的2号矿）的工人于10月31日开始罢工，拒绝将煤炭装入货车、从矿井中抽水；至11月11日，2号矿的罢工获得胜利；12月4日矿工因黑心商人出售昂贵的劣质产品而砸毁了数家商店，被军队镇压，2人死亡，7人受伤。1908年，三座矿厂相继开工（即后来苏联时期的1号、8号和9号矿）；1913年，雷莫夫无烟煤矿（Ремовский антрацит，后来苏联时期的4号矿）开工。此时全村只有112户、863人，因此煤矿老板经常在附近的村庄雇佣农民打短工，一些农民因此在本地定居下来。
1912年，4号矿的工人们设法与《真理报》的编辑委员会建立了联系。次年12月俄国社会民主工党在斯涅日诺耶建立了基层党组织。第一次世界大战使工人的状况进一步恶化，1915年，9号、10号和4号矿相继爆发工人起义；1916年5月1日，工人们试图在15号、16号矿组织集会纪念五一劳动节，被警察发现后被迫解散。1917年二月革命后，工人们解除了当地警察的武装，并在1、4、8、9、10号矿区成立了矿山委员会，开始实际管理矿山。12月，在2号矿和4号矿成立了工人赤卫队，抵抗德国和白军。1918年4月至12月，德国曾短暂侵占过此地，直到苏俄红军配合9号矿的地下革命委员会收复此地。1919年4月，邓尼金的白军再次占领此地，直到同年12月，谢苗·布琼尼的骑兵第1集团军再次收复此地。

### 苏联时期
红军收复此地后，1920年，2号矿的年轻工人组成了当地第一个共青团支部，并积极参与矿山的重建。当年5月，斯涅日诺耶的矿山国有化完成。8月，在9号矿党支部的组织下，工人们创建了一座俱乐部、戏剧社团、合唱团和弦乐团，协助教师们建立了一个图书馆，组织了扫除成人文盲的夜校。1924年10月，当地建立了一所采矿培训学校，以培训合格的矿工。1930年，18号矿投入运营，设备大多来自美国进口；当年8月，苏联政治家格里戈里·彼得罗夫斯基曾造访18号矿；随后在1931-1933年间，21、22、27、32和33号矿也相继投入运营（其中32和33号矿位于今日谢韦尔内）。1930年，斯涅日诺耶的9号和10号矿率先开启了劳动竞赛，并扩展到其他矿山。1938年，斯涅日诺耶村和周边的新顿巴斯分别设市（新顿巴斯即18号矿所在地，1962年并入斯涅日诺耶市）。1939年，9号矿和18号矿的工作人员被授予列宁勋章，10号矿的工人被授予劳动红旗勋章。
1941年10月31日，斯涅日诺耶被纳粹德国军队占领，直到1943年9月1日，苏联红军解放了斯涅日诺耶。在占领期间，德国占领当局曾任命原2号矿矿主科尔贝格的儿子担任经理，试图恢复矿山的生产。但苏联居民则通过怠工、破坏等方式阻挠。德军在撤退前炸毁了煤矿，此外还有6家医院、8家医疗中心、8所学校、10家俱乐部和文化宫以及17家图书馆毁于战火。随后矿山开始重建，截止1946年，第15、18和27号矿陆续重新开工。1959年，斯涅日诺耶所有煤矿总产量达到19.8万吨；1964年，矿脉枯竭的15号矿关闭，建筑物后被改造为服装衬衣厂。

### 乌克兰时期
苏联解体后，此地归乌克兰管辖。2014年4月顿巴斯战争爆发后，斯涅日诺耶被顿涅茨克人民共和国实际占领。7月15日，遭到乌军空袭，11人死亡。2020年7月，乌克兰行政区划改革，斯涅日诺耶和周围的29个定居点被并入顿涅茨克州戈尔洛夫卡区下的同名市镇之下，但事实上尚无法实施。2022年6月至7月，斯涅日诺耶又两次遭到乌军轰炸，市内的弹药库被炸。

## 教育
在1917年之前，斯涅日诺耶只有2所小学，有450名学生；到1969年，已有约1000名、1.9万名学生学习。1959年，该市开设了一所音乐学校，有300多名儿童学习。1997年，位于该市的两所职业学校第128和第17职业学校合并为第128职业学校。

## 图集

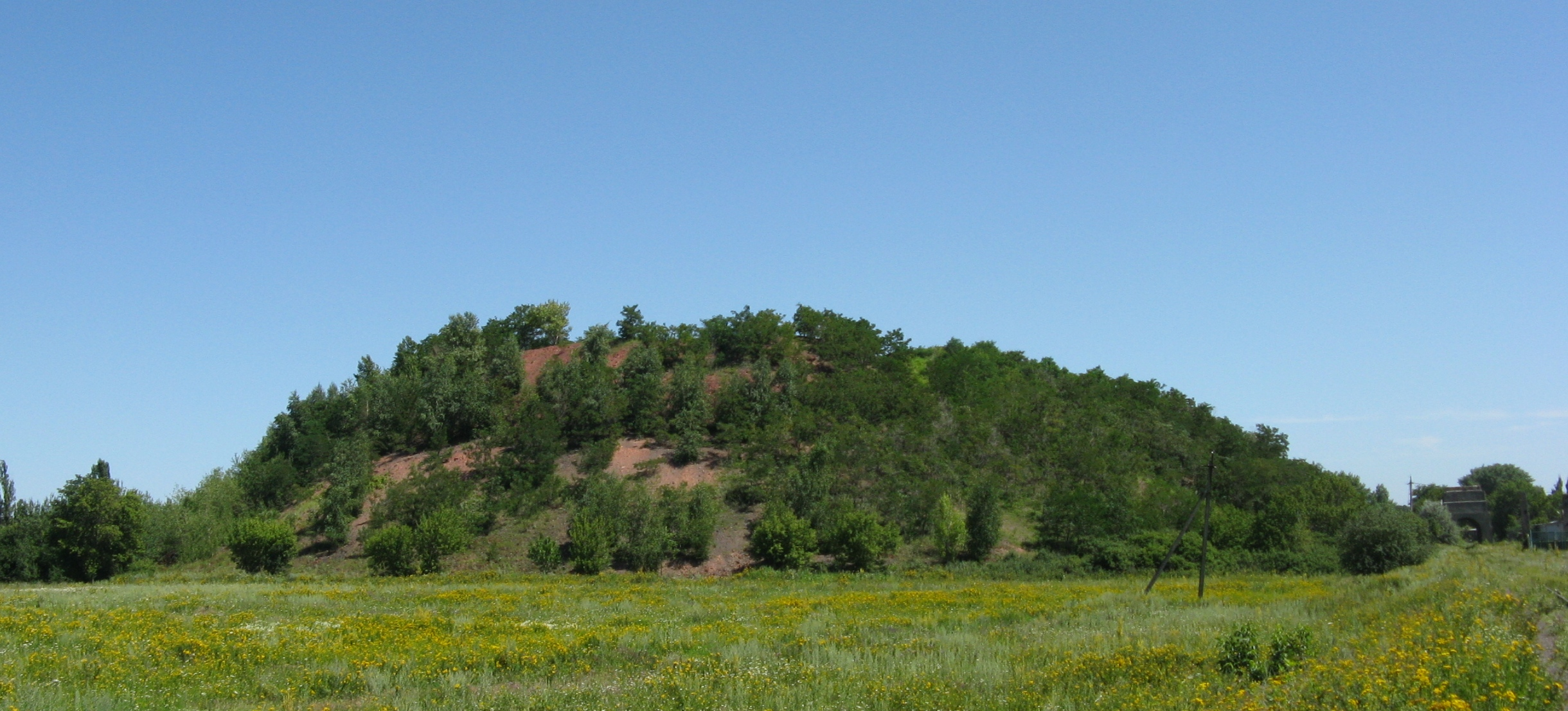
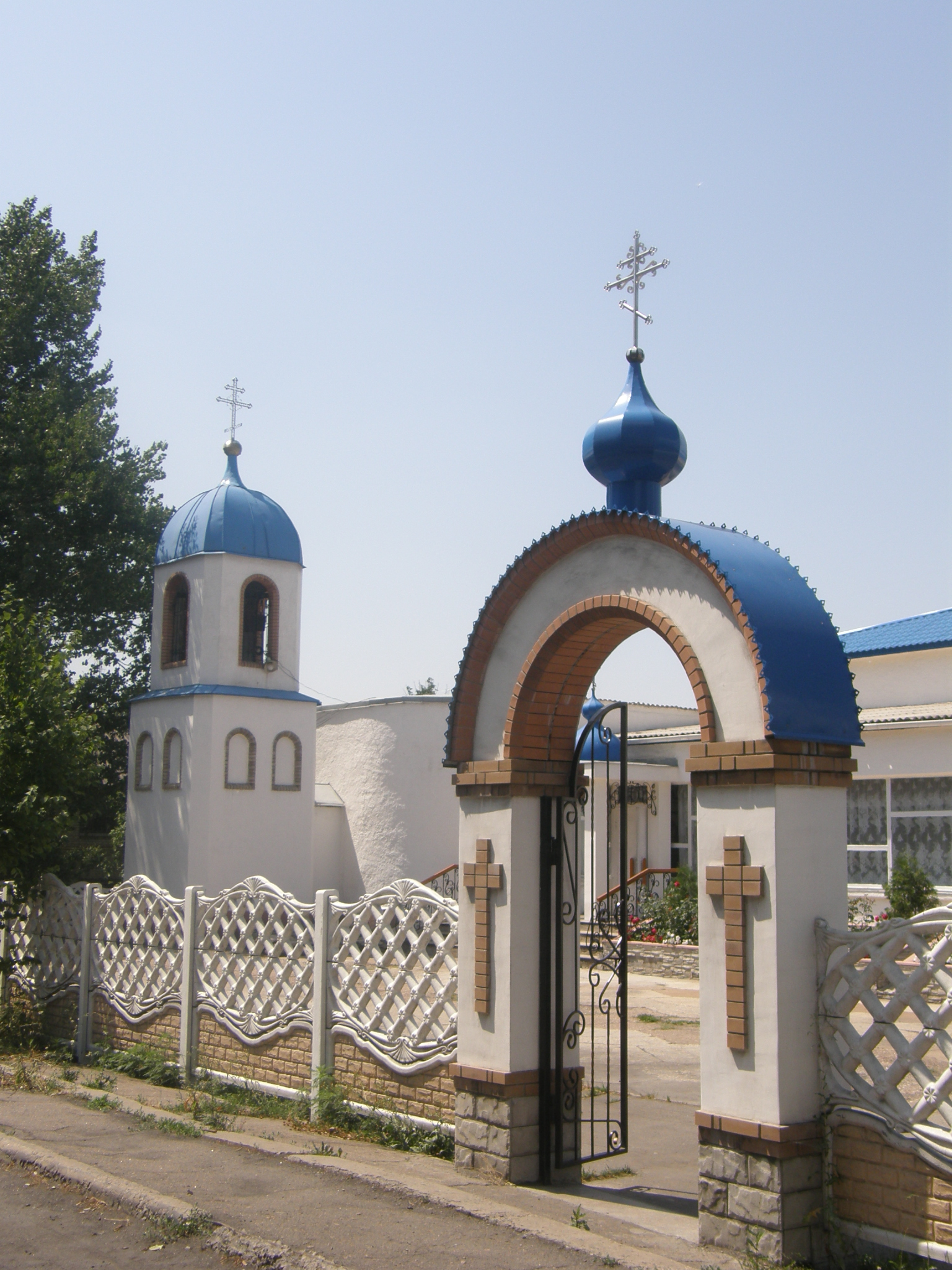
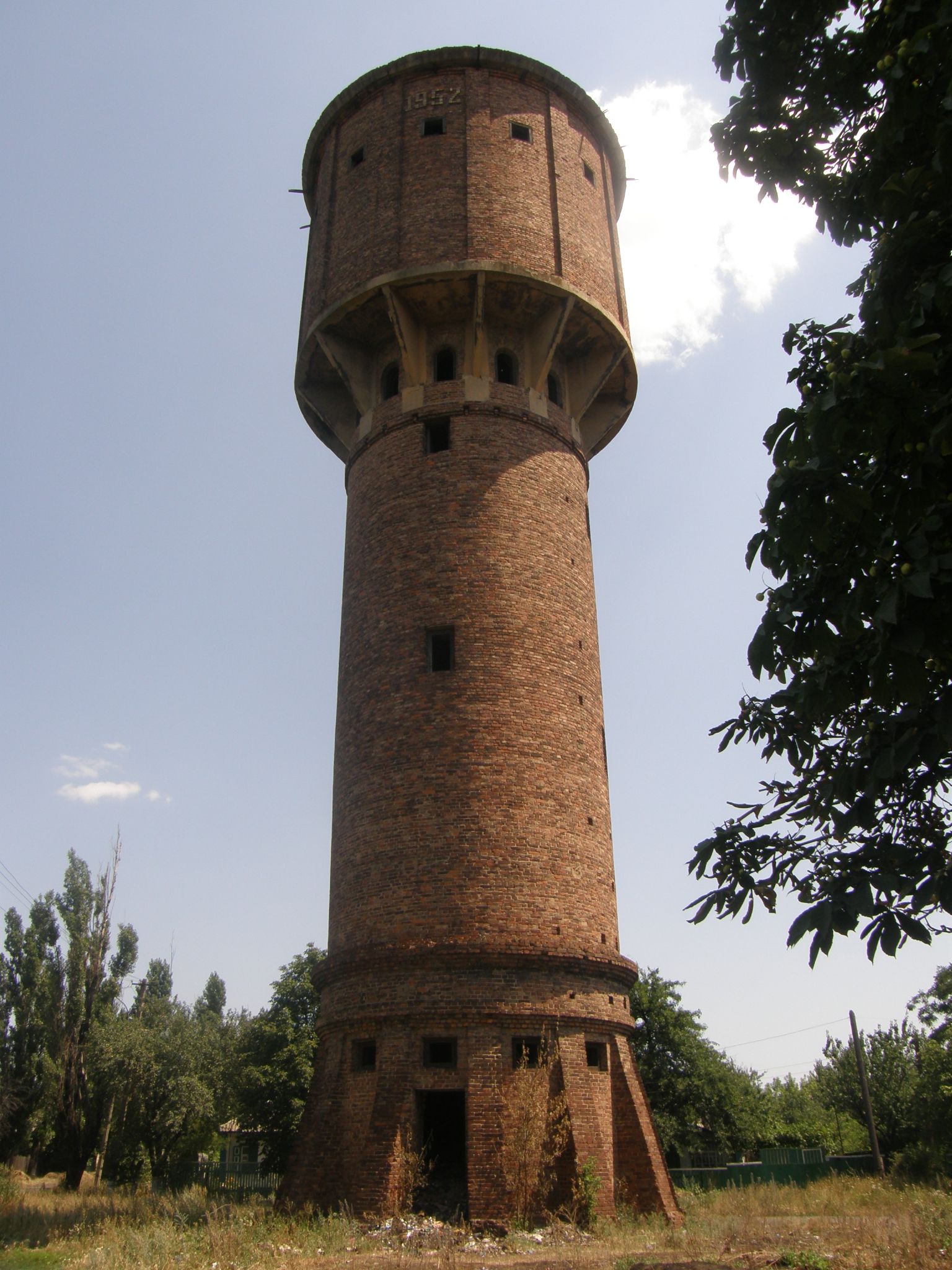
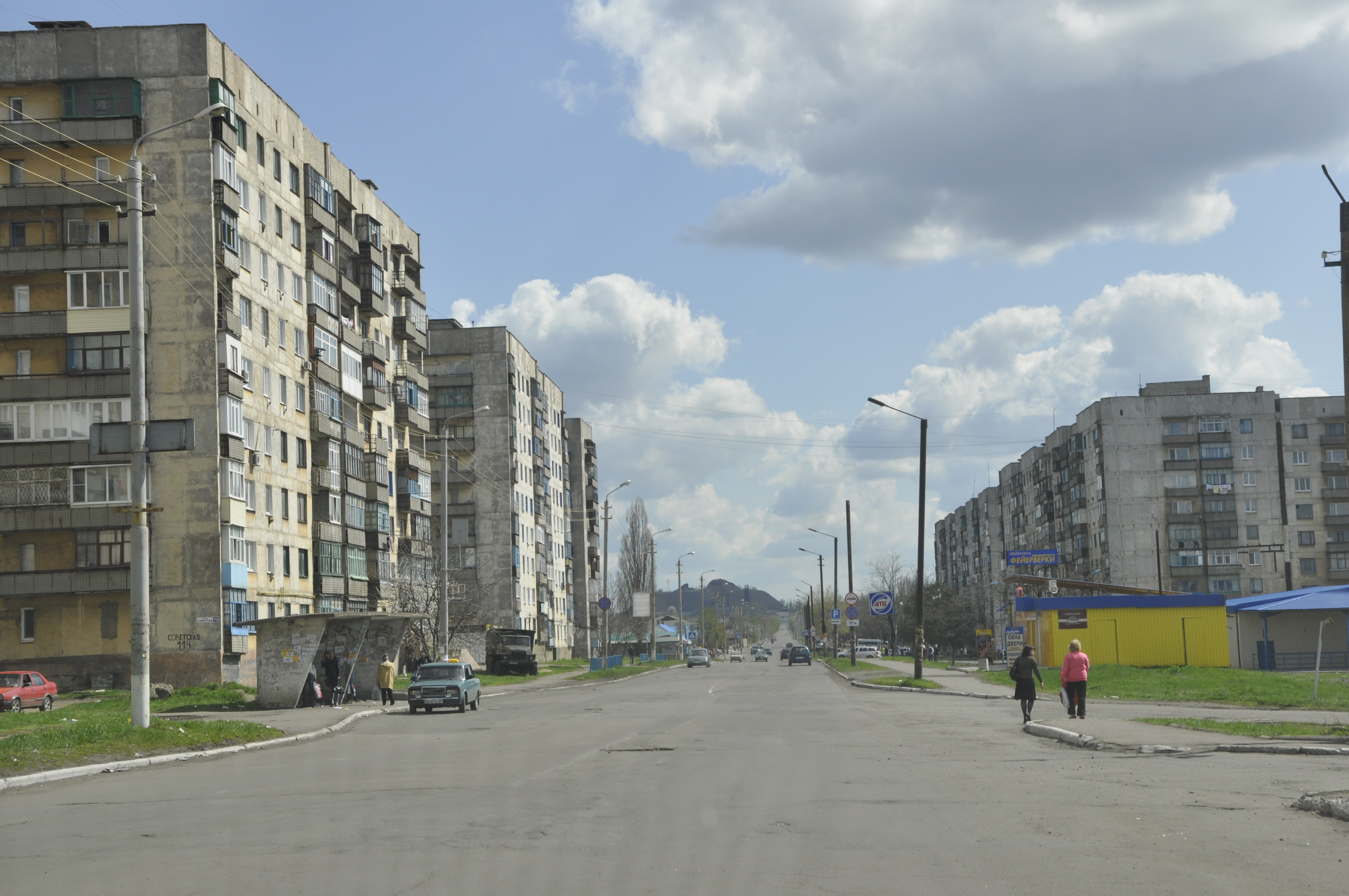
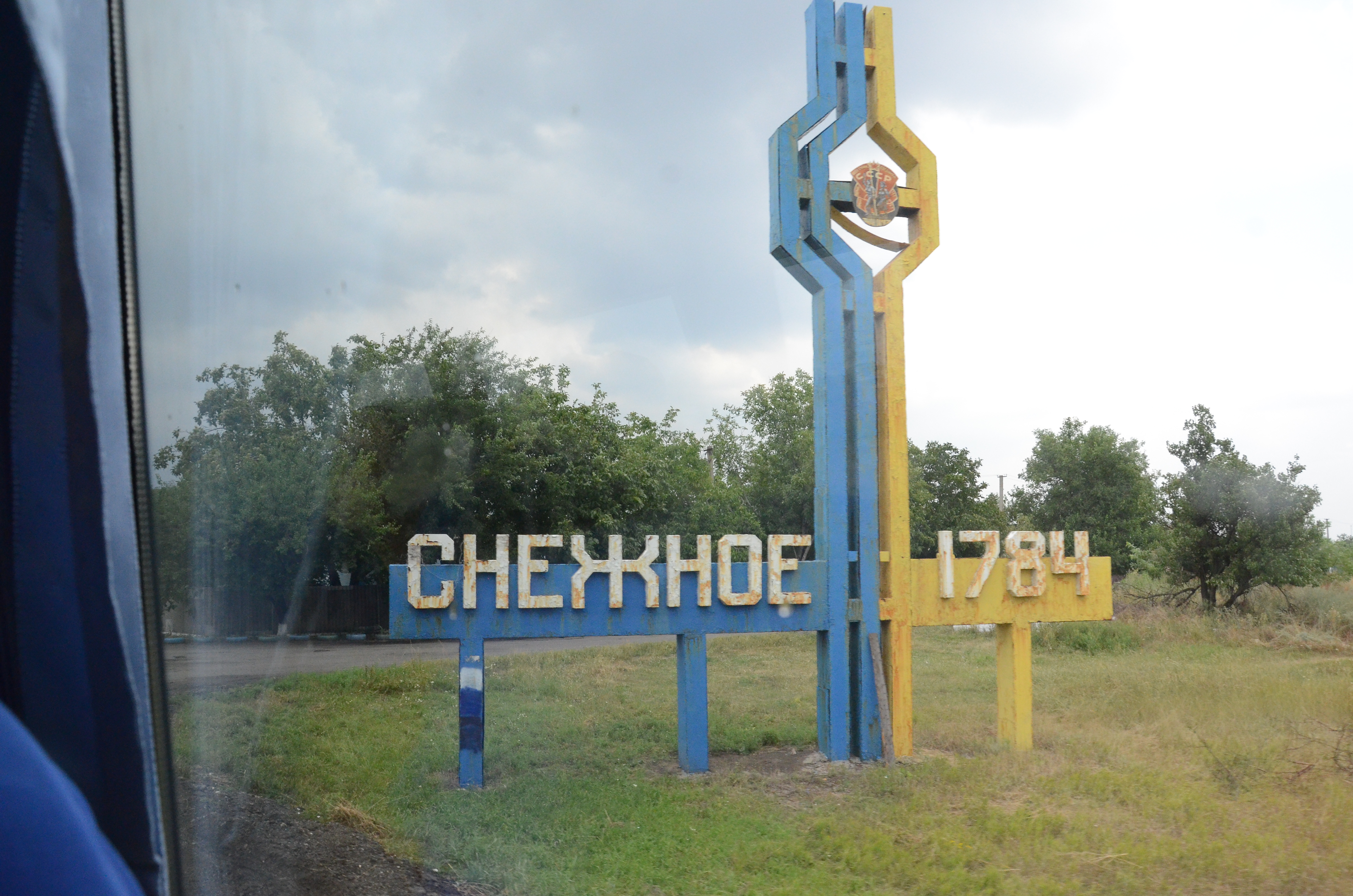
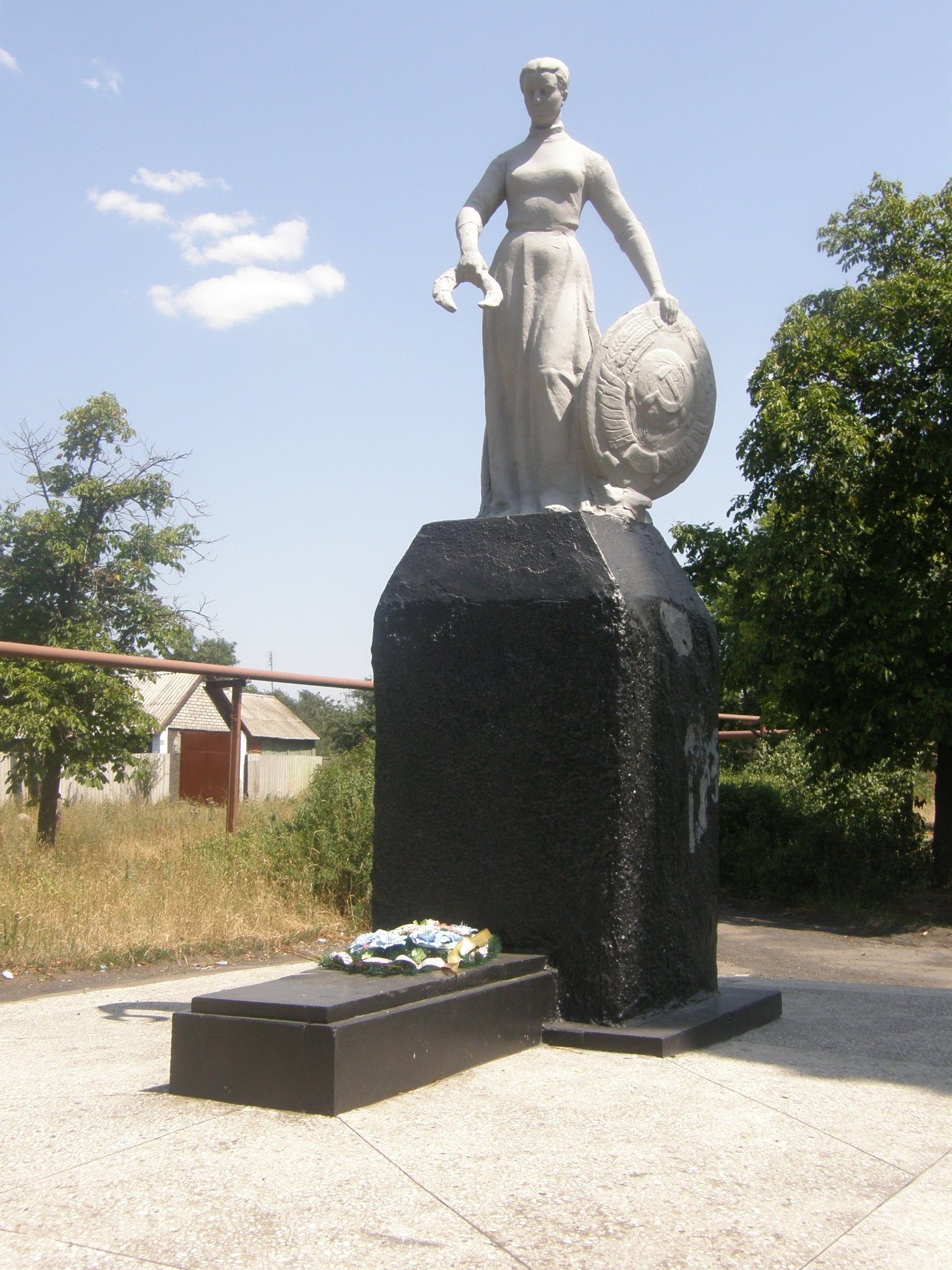
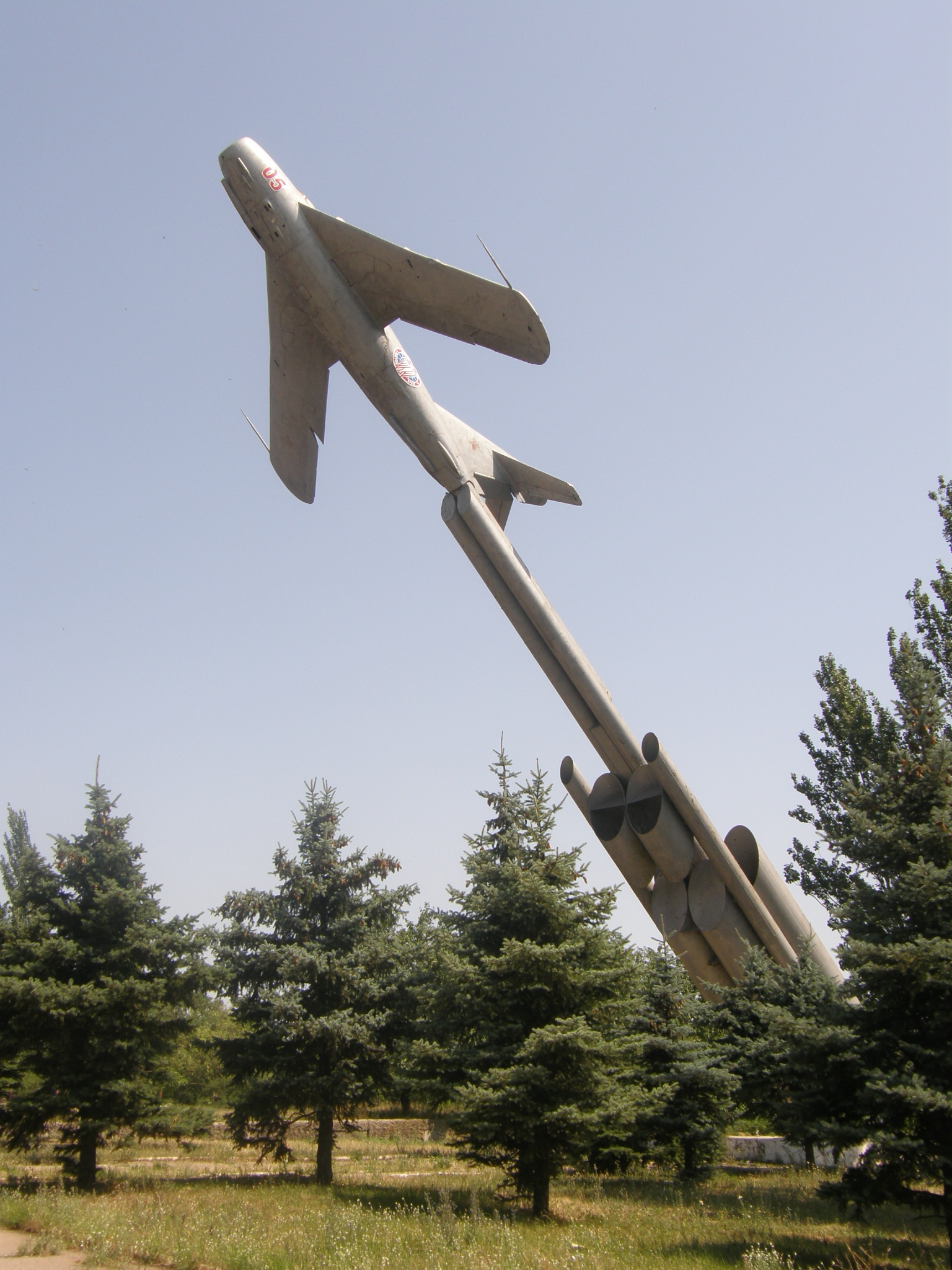